# Ballettänzerin
Ballettänzerin ist ein dänischer Stummfilm von August Blom aus dem Jahr 1911. Der Film erschien auch unter den Alternativtiteln Die Ballettänzerin und Brennende Triebe.

## Handlung
Dem Dramatiker Jean Mayol wird die Balletttänzerin Camille Flavier vorgestellt, die als talentierteste Schülerin des Theaters gilt. Sie gesteht ihm, dass sie die Rolle seines neusten Stücks auswendig kann. Als wenig später die Primadonna des Theaters ausfällt und Jeans Theaterstück die Absage droht, erinnert er sich an Camille. Sie übernimmt die Hauptrolle und wird als Darstellerin gefeiert. Camille und Jean werden ein Paar. Jeans Freund Paul Rich bittet Camille, sie malen zu dürfen.
Während Camille ihm Modell steht, trifft sich Jean heimlich mit Yvette, der Frau des Industriellen Simon. Camille ist bereits zu Hause, als beide in der Wohnung eintreffen. Nach Yvettes Verschwinden stellt sie Jean zur Rede, der verstimmt reagiert. Camille wird von Fabrikant Simon zu einem Abendessen eingeladen, auf dem sie etwas vortragen soll. Mitten im Deklamieren erkennt sie Yvette unter den versammelten Gästen und klagt sie emotional geladen an. Paul bringt die ermattete Camille in sein Atelier und legt sie ins Bett. Jean erscheint und Paul macht ihm wegen seiner Liebeseskapaden Vorwürfe, doch versichert Jean, nur Camille zu lieben. Die hört dies im anschließenden Schlafzimmer und ist erleichtert, findet jedoch wenig später einen Zettel, den Jean fortgeworfen hat. Es handelt sich um einen Brief von Yvette, in dem sie sich mit Jean zu einem Treffen verabredet. Mit dem Brief eilt Camille zu Fabrikant Simon und eröffnet ihm, dass seine Frau ihn betrügt. Mit einer Pistole bewaffnet begibt sich Simon zu Jean, doch Camille warnt das Liebespaar, fürchtet sie doch um Jeans Leben. In Yvettes Kleidern geht Camille mit Jean aus dem Haus, doch geht der Trick schief. Simon wartet weiter vor dem Haus und verfolgt seine Frau, als sie das Haus in Camilles Kleidern verlassen will. Er erschießt sie noch im Treppenhaus.
Am nächsten Tag erfährt Camille vom Mord an Yvette und bricht zusammen. Nur langsam erholt sie sich. Paul ist stets an ihrer Seite und holt sie zu seinen Eltern, als sie genesen ist. Camille verbringt hier glückliche und ruhige Tage, bis eines Tages Jean erscheint und sie erneut von seiner Liebe überzeugen will. Schon das erste Zusammentreffen nach längerer Zeit zeigt ihm jedoch die Grenzen auf: Als Paul erscheint, eilt Camille sofort zu ihm und umarmt ihn innig. Jean wendet sich ab.

## Hintergrund
Ballettänzerin war einer von vier Filmen, die Asta Nielsen in Dänemark drehte. Nach ihrem Filmdebüt Abgründe im Jahr 1910 und dem unerwarteten, großen Erfolg des Films war sie zunächst von der Bioscop nach Deutschland geholt worden, wo mit Nachtfalter und Heißes Blut bis Mai 1911 zwei Filme entstanden. Obwohl die Bioscop Interesse an einer weiteren Zusammenarbeit mit Asta Nielsen signalisierte, ging sie in den Sommermonaten zurück nach Dänemark, wo sie zunächst für die Fotorama den Film Der schwarze Traum und anschließend für die Nordisk Ballettänzerin drehte. Der Vertrag mit der Nordisk, den Nielsen bereits für das Jahr 1912 abgeschlossen hatte, wurde jedoch nie erfüllt, da Geschäftsmann Christoph Mülleneisen Nielsen bereits im Juni 1911 für weitere Filme in Deutschland verpflichtete und im Gegenzug die Konventionalstrafe von 10.000 Kronen in Kauf nahm. Ballettänzerin erlebte am 16. November 1911 seine Premiere. Erst 1918 drehte Asta Nielsen mit Der Fackelträger ihren zweiten und letzten Film für die Nordisk sowie ihren vierten und letzten dänischen Film überhaupt.
Ballettänzerin und die drei weiteren dänischen Stummfilme, in denen Asta Nielsen eine Rolle innehatte, erschienen 2005 in der Reihe Danske Stumfilmklassikere in restaurierter Form und mit neuer musikalischer Begleitung auf DVD.